# 88e division d'infanterie (France)
Pour les articles homonymes, voir 88e division d'infanterie.
La 88e division d'infanterie est une division d'infanterie de l'armée de terre française qui a participé à la Première Guerre mondiale.

## Les chefs de la88edivision d'infanterie
- 28 février - 15 décembre 1917 : Général Gallet

## Première Guerre mondiale

### Composition
- Infanterie :

212e Régiment d'Infanterie de mars à novembre 1917 (Dissolution)
315e Régiment d'Infanterie de mars à novembre 1917 (Dissolution)
369e Régiment d'Infanterie de mars à décembre 1917

### Historique

#### 1917
- 7 – 17 mars : constitution au camp de Saffais, puis mouvement vers Lay-Saint-Christophe. Provient de la transformation de la 88e DIT en 88e DI Active.
- 17 mars – 28 juin : occupation d'un secteur vers l'est de Nomeny et Brin-sur-Seille, étendu à gauche, le 4 avril, jusqu'à Pont à Mousson[1].
- 28 juin – 16 juillet : retrait du front, mouvement vers Rosières-aux-Salines ; puis repos et instruction au camp de Saffais.
- 16 – 24 juillet : transport par V.F., de la région de Charmes, Bayon, dans celle de Fère-en-Tardenois ; repos au sud de Soissons.
- 24 juillet – 19 août : occupation d'un secteur entre la ferme Malval et l'Epine de Chevregny : du 27 au 30 juillet, attaque des positions ennemies.
- 19 août – 11 septembre : retrait du front ; repos vers Braine.
- 11 septembre – 10 octobre : occupation d'un secteur vers la ferme Malval et l'Epine de Chevregny.
- 10 – 28 octobre : retrait du front ; repos vers Fère-en-Tardenois. Éléments engagés dans la Bataille de la Malmaison (prise de Filain).
- 28 octobre – 29 novembre : occupation d'un secteur vers Filain, étendu à droite, le 7 novembre, jusqu'à la ferme Malval.
- 29 novembre – 15 décembre : retrait du front ; repos vers Oulchy-le-Château.
- 15 décembre : dissolution.

### Rattachements
- Isolée
- 39e Corps d'Armée de juin 1917 au 1er décembre 1917
- Isolée, avant d'être dissoute.